# Rana sierrae
Rana sierrae es una especie de anfibio anuro de la familia Ranidae.

## Distribución geográfica
Esta especie es endémica del oeste de los Estados Unidos. Se encuentra en Sierra Nevada, California y en el sur del Condado de Washoe, Nevada.

## Etimología
El nombre de la especie le fue dado en referencia al lugar de su descubrimiento, la Sierra Nevada.

## Publicación original
- Camp, 1917 : Notes on the systematic status of the toads and frogs of California. University of California Publications in Zoology, vol. 17, p. 115-125[4]